# 이덕회
이덕회(李德恢, ? ~ 1597년)는 조선 중기의 무신으로 임진왜란 때 선조를 호종하며 왜군의 동향을 탐지하는 일을 담당했다.

## 생애
본관은 용인, 자는 경렬로 20세 때 무과에 급제해 1592년 임진왜란으로 선조가 의주로 피란을 갈 때 선전관으로 왕을 호종해 왜병의 동향을 참지하는 일까지 담당했다. 그리고 종5품 홍양판관으로 임명되어 군비 강화 및 백성들을 안정시키는데 힘썼다.
1597년(선조 30) 정유재란으로 남원이 일본군에게 포위되자, 그는 명나라 부총병 양호와 남원 부사 임현 등과 함께 적진의 무기고를 기습해 불사르는 등의 전과를 올렸으나 중과부적으로 남원성이 함락당하자 임현, 이복남 등 50명의 군사와 끝까지 싸우다가 전사했다.
사후 증 병조참의에 추종되었고 남원 충렬사에도 배향되었다.

## 같이 보기
- 남원성 전투
- 정유재란